# Cantó francès
A França, un cantó és una divisió administrativa. El nombre de cantons varia a cada departament. El nombre total de cantons existents a França és de 2.054 (2015), dels quals 59 estan situats als departaments d'ultramar.

## Funció i administració dels cantons
La funció principal dels cantons és la de servir com a circumscripció electoral. A les eleccions cantonals, cada cantó escull un departamental, que el representarà al Consell departamental del departament del qual formi part el cantó.
El cantó pot estar compost bé per diversos municipis, o bé per només un. En el cas de les grans ciutats, els cantons poden estar composts per diversos barris d'aquestes.
Els consellers departamentals són escollits per un mandat de 6 anys.

## Història
Els cantons van ser creats l'any 1790, al mateix temps que els departaments. En el moment de llur creació, el nombre de cantons era més elevat que en l'actualitat (entre 40 i 60 depenent del departament). Posteriorment, aquest elevat nombre va ser reduït per la Llei del 8 de pluviós de l'any IX (28 de gener de 1801), anomenada «loi portant réduction du nombre de justices de paix». Els primers prefectes nomenats pel govern van rebre l'encàrrec de procedir a la divisió dels seus respectius departaments en cantons. Aquesta divisió constitueix la base de la divisió administrativa francesa en vigor actualment.
Ara bé, aquesta divisió de principis del segle xix ha sofert algunes modificacions al llarg dels anys. Cantons poc poblats han estat suprimits mentre que nous cantons s'han creat a zones on la població ha augmentat, principalment en àrees urbanes.